# Sudniki (rejon wileński)
Sudniki (lit. Sūdninkai) – dawna osada leśna na Litwie, w rejonie wileńskim, 4 km na zachód od Szumska, zamieszkana przez 1 osobę.

## Historia
W dwudziestoleciu międzywojennym leżały w Polsce, w województwie wileńskim, w powiecie wileńsko-trockim, w gminie Szumsk.
Po II wojnie światowej w granicach Związku Sowieckiego. Od 1991 na niepodległej Litwie.